# Greenville (Nuevo Hampshire)
Greenville es un pueblo ubicado en el condado de Hillsborough en el estado estadounidense de Nuevo Hampshire. En el Censo de 2010 tenía una población de 2.105 habitantes y una densidad poblacional de 118,44 personas por km².

## Geografía
Greenville se encuentra ubicado en las coordenadas 42°45′28″N 71°47′59″O / 42.75778, -71.79972. Según la Oficina del Censo de los Estados Unidos, Greenville tiene una superficie total de 17.77 km², de la cual 17.77 km² corresponden a tierra firme y (0%) 0 km² es agua.

## Demografía
Según el censo de 2010, había 2.105 personas residiendo en Greenville. La densidad de población era de 118,44 hab./km². De los 2.105 habitantes, Greenville estaba compuesto por el 96.96% blancos, el 0.62% eran afroamericanos, el 0.48% eran amerindios, el 0.1% eran asiáticos, el 0.19% eran isleños del Pacífico, el 0.24% eran de otras razas y el 1.43% pertenecían a dos o más razas. Del total de la población el 2.23% eran hispanos o latinos de cualquier raza.